# الخليج (بابوا غينيا الجديدة)
الخليج هي محافظة في بابوا غينيا الجديدة، بلغ عدد سكانها 158,197  نسمة، عاصمتها محافظة كيرمينا ‏، تبلغ مساحتها 34,472 كيلومتر مربع.

## الموقع
تشترك في الحدود مع:
- Western Province (Papua New Guinea) [الإنجليزية]‏
- مقاطعة هايلاند الشرقية  [لغات أخرى]‏
- المحافظة الوسطى  [لغات أخرى]‏
- محافظة تشيمبو
- محافظة هايلاند الجنوبية
- محافظة موروب  [لغات أخرى]‏.